# Россошка (Волгоградская область)
Россошка — село в Городищенском районе Волгоградской области России. Входит в состав Россошинского сельского поселения.

## История
В 30-х годах XX века в районе современной Россошки существовали хутор Большая Рассошка и село Малая Рассошка. 
Село Россошка впервые указано в списке населённых пунктов Городищенского района по состоянию на 1 июня 1952 года. 
В период с 1963 по 1977 годы Россошинский сельсовет входил в состав Калачёвского района. В 1977 году село вновь было включено в состав Городищенского района.

## География
Село находится в южной части Волгоградской области, в степной зоне, на левом берегу реки Россошка, на расстоянии примерно 21 километра (по прямой) к западу от посёлка Городище, административного центра района. Абсолютная высота — 70 метров над уровнем моря.

Климат классифицируется как влажный континентальный с тёплым летом (согласно классификации климатов Кёппена — Dfa). Среднегодовая температура воздуха положительная и составляет + 8,2 °C. Средняя температура самого холодного месяца января −7,5 °С, самого жаркого месяца июля +24,1 °С. Расчётная многолетняя норма осадков — 388 мм. В течение года количество осадков распределено относительно равномерно: наименьшее количество осадков выпадает в марте (24 мм), наибольшее количество — в декабре (41 мм).
Часовой пояс
Село Россошка, как и вся Волгоградская область, находится в часовой зоне МСК (московское время). Смещение применяемого времени относительно UTC составляет +3:00.

## Население
| 2010 |
| ---- |
| 319  |

Гендерный состав
По данным Всероссийской переписи населения 2010 года в гендерной структуре населения мужчины составляли 46,4 %, женщины — соответственно 53,6 %.
Национальный состав
Согласно результатам переписи 2002 года, в национальной структуре населения русские составляли 84 %.

## Инфраструктура
В селе функционируют филиал Россошинской средней школы и фельдшерско-акушерский пункт.

## Улицы
Уличная сеть села состоит из восьми улиц.

## Достопримечательности
К востоку от села расположено военно-мемориальное кладбище Россошки.